# غازيات
الغازِيَّات أو الهوائيات (الاسم العلمي: Aeromonadales)، هي رتبة من الزائفات، تشمل 10 أجناس في فصيلتين. أتواعه لاهوائية. خلاياه عصوية الشكل. بعض الأنواع من هذه الرتبة متحركة بواسطة سوط قطبي واحد؛ والبعض الآخر ليس متحركًا.